# August Kruse
August Kruse (russifié en А́вгуст Ге́нрихович Кру́зе), né le 27 juillet 1941 à Straub dans la République socialiste soviétique autonome des Allemands de la Volga est un archevêque émérite de l'Union des Églises évangéliques-luthériennes de Russie, d'Ukraine, du Kazakhstan et d'Asie centrale.

## Biographie
Un mois après sa naissance, sa famille, composée de sa mère, de sa grand-mère et de son frère aîné, est déportée dans le village de Karatouzskoïe dans le kraï de Krasnodar. En 1949, un décret est publié selon lequel les Allemands de Russie déportés peuvent rejoindre les membres de leur famille dont ils sont séparés. La famille emménage donc chez un oncle à Krasnotourinsk dans l'oblast de Sverdlovsk. Dans les années 1950, la grand-mère emmène ses deux petits-fils à des cultes luthériens célébrés secrètement dans les domiciles de fidèles de Krasnotourinsk. Ces cérémonies sont célébrées en allemand. Ce n'est qu'à partir de l'année 1990 que les communautés luthériennes de la ville retrouvent le droit de célébrer Noël ensemble.
Après trois ans de service militaire, Kruse travaille pendant vingt-huit ans dans une usine d'aluminium de Krasnotourinsk. Il se marie en 1964. Aujourd'hui il a deux enfants adultes (un fils et une fille), cinq petits-enfants et un arrière-petit-enfant.
August Kruse dirige dès la Péréstroïka la communauté luthérienne de Krasnotourinsk. Il est nommé prédicateur par l'évêque luthérien Nikolaus Schneider (1920-1996), avec tous les droits de pasteur. Déjà en 1993 il est prévôt de l'Oural et représentant de l'évêque. Sa connaissance de la langue allemande apprise dès l'enfance lui est utile; mais les communautés allemandes dans ces années-là émigrent et sont de plus en plus remplacées par des membres d'autres origines.
En 2004, il est nommé visiteur épiscopal. En 2007, il devient évêque de l'Église évangélique-luthérienne  d'Oural, de Sibérie et d'Extrême-Orient, dont le siège est à Omsk. Le 19 septembre 2009, le IIIe synode général de l'Union des Églises évangéliques-luthériennes (ELKRAS) qui se tient à Saint-Pétersbourg en l'église Saint-Pierre-et-Saint-Paul l'élit comme archevêque de l'ELKRAS. August Kruse rejette l'ordination des femmes et blâme les tendances libérales qui ont pénétré son Église depuis l'Allemagne, estimant qu'elles minent et détruisent l'unité.
Le IIIe synode général dans sa 2e convocation du 12 au 14 septembre 2012 à Novossaratovka (oblast de Léningrad) accepte la démission d'August Kruse pour raison d'âge et le remplace par Dietrich Brauer.